# La caída de Hyperion
La caída de Hyperion (The fall of Hyperion) es una novela de ciencia ficción escrita por Dan Simmons en 1990. Es la conclusión de la historia que comienza en Hyperion, y la segunda obra en la tetralogía Los cantos de Hyperion. Obtuvo el premio Locus a la mejor novela de ciencia ficción de 1991 y fue finalista de los premios Hugo y Nébula.

## Sinopsis
En este volumen se da término al viaje realizado por los 7 peregrinos elegidos por la Iglesia de la Expiación Final en Hyperion, otorgando un mayor protagonismo a las inteligencias artificiales (IAs) que residen en el TecnoNúcleo. Uno de los descubrimientos más importantes en la trama es el lugar donde se sitúa la parte física, o hardware, que sostiene a las IAs; originalmente desconocido por la Hegemonía y los Éxters.
En el valle de las Tumbas del Tiempo los peregrinos exploran las enigmáticas estructuras que han hecho de Hyperion un fascinante destino tanto para turistas como para científicos, desde su colonización. Durante las visitas de los peregrinos a la Ciudad de los Poetas, la Tumba de Jade, la Esfinge, el Palacio del Alcaudón, el Obelisco, el Monolito de Cristal y las cavernas, se van esclareciendo los roles que cada uno tiene en la intriga que envuelve a la Hegemonía, los Éxter y el TecnoNúcleo; hasta que invariablemente se encuentran individualmente con el Alcaudón para enfrentar su destino.    

## Argumento
Después de varias horas de explorar las Tumbas del Tiempo en búsqueda del Alcaudón sin tener éxito, los peregrinos hacen un campamento cerca del artefacto conocido como la Esfinge. A partir de una terrible tormenta de arena, los peregrinos se van separando poco a poco para enfrentarse solos al Alcaudón.
La historia es narrada por Joseph Severn, una segunda versión de la persona del poeta  John Keats, quien sueña todo lo que le pasa a los peregrinos en Hyperion y lo reporta a la Funcionaria Ejecutiva Máxima (FEM) Meina Gladstone. Su narración se intercala con la de un narrador omnisciente de manera no lineal, por lo que con el propósito de simplificar el resumen de la obra, a continuación se describen los eventos más representativos en las historias de los personajes principales. 

«Advertencia, los siguientes párrafos contienen información de la trama.»

### Lenar Hoyt
El primero en encontrar al Alcaudón es el sacerdote católico Lenar Hoyt, quien enloquecido por el dolor que le provocan los dos cruciformes que porta, desea su muerte. El Alcaudón lo ataca brutalmente y a pesar de los cuidados de los demás peregrinos, muere a consecuencia de las heridas. Con la muerte de Lenar Hoyt uno de los cruciformes se activa y hace que los restos corporales resuciten como el padre Paul Duré.

### Het Masteen
Para sorpresa de los peregrinos, Het Masteen es encontrado con vida en el valle de las Tumbas del Tiempo; sin embargo, sufre de hemorragias graves que no pueden ser curadas por la mochila médica. Del monólogo que hace en su último delirio se puede inferir que los Templarios habían convenido con La Iglesia de la Expiación Final trasladar el Árbol del Dolor al espacio. De acuerdo a su plan, Het Masteen habría sido el capitán del árbol, usando el Erg en su equipaje para generar el campo de contención necesario.

### Fedmahn Kassad
El soldado Fedmahn Kassad es atacado por Moneta desde el Monolito de Cristal mientras que monta guardia para el grupo de peregrinos. Después de sobrevivir a sus ataques, Moneta le explica a Kassad que ella viaja al pasado junto con el Alcaudón y que no puede recordar sus encuentros previos porque para ella aún no han ocurrido. También revela que el Alcaudón puede ser controlado por aquel que lo derrote en un combate frente a frente, por lo que Kassad decide retarlo y entra a un portal que lo transporta a un espacio con cientos de alcaudones, aunque sólo es atacado por uno. 
Asistido por Moneta, Kassad pelea con el Alcaudón a través del tiempo y el espacio, impidiendo que éste asesine a los demás peregrinos. Con una pierna prácticamente amputada, Kassad es transportado junto con el Alcaudón a un inmenso campo de batalla en el futuro distante, donde otra Moneta que no conoce a Kassad le explica que está a punto de librarse una batalla que decidirá si la humanidad puede tener voz en la decisión de su destino. Kassad le dice a Moneta que la ama y que seguirá luchando contra el Alcaudón, sin importar los motivos políticos detrás de ello. Al final de la batalla el cuerpo de Kassad yace junto con los restos del Alcaudón y es enterrado en el Monolito de Cristal.  

### Martin Silenus
En búsqueda de su musa, Martin Silenus marcha a la Ciudad de los Poetas, aterrado, pero al mismo tiempo deseoso de recobrar su inspiración para continuar sus Cantos. Cuando está escribiendo las últimas estrofas de su obra maestra, el Alcaudón lo captura y empala en el Árbol del Dolor. 

### Paul Duré
Durante la convalecencia que sucede a su resurrección, Paul Duré escucha las historias de los peregrinos grabadas en el commlog del Cónsul y muestra una intriga particular por la aparente relación entre los Templarios, la Iglesia de la Expiación Final y el TecnoNúcleo. Su encuentro con el Alcaudón se da cuando explora una de las cavernas en las Tumbas de Tiempo y éste lo obliga a recorrer túneles en los que descubre una infinidad de restos humanos y cruciformes. Su recorrido lo lleva a una nave espacial desolada, desde la que puede observar la destrucción completa de los escuadrones de FUERZA en Hyperion y el Alcaudón lo orilla a ingresar a un portal que lo transporta a Pacem, donde están en proceso de elegir a un nuevo Papa. 
Joseph Severn viaja a Pacem y encuentra a Paul Duré compartiendo su historia con el clero. Severn le informa que grupos de Éxters se preparan para atacar otros planetas de la Hegemonía y que debido a la gran concentración de recursos de FUERZA alrededor de Hyperion, se estima que su destrucción será inevitable. A pesar de que el Bosquecillo de Dios, donde residen los Templarios, se encuentra entre dichos planetas; Paul Duré decide trasladarse a él con el propósito de obtener respuestas. Para su sorpresa, los líderes de los Templarios y la Iglesia de la Expiación Final lo reciben en el Bosquecillo de Dios y le comparten que han resuelto aliarse con los Éxters para destruir la Hegemonía, a la que consideran tener a la humanidad en un estado de descomposición, falta de respeto al medio ambiente y estancamiento evolutivo, primordialmente debido a su dependencia al TecnoNúcleo. El líder Templario impide que Paul Duré abandone el planeta para que compruebe por sí mismo que los Éxters no los atacarán, sin embargo, en cuanto se registran explosiones nucleares, el líder actúa de manera heroica para salvarlo y mandarlo a través de un Teleyector a {\displaystyle {\text{TC}}^{2}}, antes de que sea consumido por llamas.
Mientras se recupera de sus quemaduras en la casa de gobierno en {\displaystyle {\text{TC}}^{2}}, Paul Duré le cuenta a Meina Gladstone lo que vivió con el Alcaudón y ella le informa que la Iglesia Católica ha decidido nombrarlo Papa.

### Brawne Lamia
El Alcaudón ataca a Brawne y le atraviesa una aguja en su cráneo que le permite conectarse a la realidad virtual de la esfera de datos, donde se encuentra con Johnny, quien tiene la intención de buscar a su padre, Ummon, la inteligencia artificial que concibió el proyecto de la persona de John Keats. Ummon les explica a los visitantes que en algún punto del futuro, el TecnoNúcleo ha logrado crear una Inteligencia Máxima que entra en conflicto con otra Inteligencia Máxima que le precedió, de origen humano. El conflicto entre las Inteligencias ha traído mucho dolor a la humanidad, a tal punto que el componente empático de la Inteligencia Máxima humana huye al pasado. El Alcaudón empala a sus víctimas para transmitir dolor a través del espacio y llamar la atención del componente empático de la Inteligencia Máxima humana. Las personas de John Keats son un experimento de Ummon para otorgarle un huésped a la empatía de la Inteligencia Máxima humana, esperando celebrar un pacto con ella que garantice su propia supervivencia. 
Al considerar a Johnny un experimento fallido, Ummon borra su existencia, argumentando que la otra versión de la persona de John Keats identificada como Joseph Severn aún se comporta dentro de parámetros que puede comprender. Completamente devastada, Brawne despierta en las Tumbas del Tiempo y decide explorar el Árbol del Dolor. Al llegar al árbol se da cuenta de que éste es una especie de ilusión, entra al Palacio del Alcaudón, encuentra que en el interior residen cientos de personas con cables en sus cráneos y al identificar a Silenus intenta liberarlo, proceso durante el que se manifiesta el Alcaudón. Moneta entra en escena y la anima a combatirlo. Cuando Brawne toca al Alcaudón éste se convierte en cristal, entonces lo destruye y carga en hombros a Silenus para reunirse con Sol en la Esfinge.

### El Cónsul
Angustiado por la condición de Rachel y el estado de salud de otros peregrinos, el Cónsul decide regresar al puerto espacial de Hyperion para recuperar su nave y poder usar el equipo médico avanzado que posee. Al llegar a la nave recibe un mensaje de Meina Gladstone, quien confiesa tener conocimiento pleno de su traición a la Hegemonía y le ordena entrar en contacto diplomático inmediato con los Éxters que atacan Hyperion; al también haberlos traicionado, el Cónsul teme por su vida, pero no le queda otra opción. Los Éxters le revelan que el TecnoNúcleo es el verdadero responsable de los ataques a la Hegemonía fuera de Hyperion y que su objetivo es asegurarse que las Tumbas del Tiempo se abran, sin que el TecnoNúcleo se interponga en el proceso. El Cónsul es condenado por sus asesinatos a ser partícipe en la consolidación de un nuevo orden para la humanidad, reporta sus descubrimientos a Meina Gladstone y se dirige a las Tumbas del Tiempo para ayudar a sus amigos.

### Sol Weitraub
Sol vuelve a tener el sueño donde una voz le pide que entregue a Rachel como ofrenda en Hyperion, pero esta vez se da cuenta de que la voz es de la propia Rachel y entonces decide entregarla al Alcaudón cuando éste se aparece en la puerta de la Esfinge.

### Joseph Severn
Después de su encuentro con el padre Paul Duré, Joseph Severn usa un Teleyector con la idea de ir a {\displaystyle {\text{TC}}^{2}} y reportarse ante Meina Gladstone, sin embargo, el portal lo traslada a otro lugar. Se siente gravemente enfermo y se da cuenta de que se encuentra en una reconstrucción de Roma en el siglo XIX, donde su cíbrido está destinado a morir de tuberculosis, tal y como le sucedió al poeta John Keats. 
Próximo a la muerte de su cíbrido, Joseph Severn accede a la mega esfera, donde tiene contacto con Ummon. La inteligencia artificial le explica que su cíbrido se encuentra en la Tierra, la cual no fue destruida durante el Experimento de Kiev, sino escondida en la Nube de Magallanes; el Techno Núcleo fue el arquitecto de la farsa para detonar el exilio de la humanidad y empujarla a construir la red de Teleyectores, la cual alberga las Inteligencias Artificiales y, además, les permite hacer uso de las mentes humanas en su procesamiento. 
Después de experimentar la muerte de su cíbrido, Joseph Severn trasciende a otro plano existencial al que denomina la meta esfera; desde ahí se comunica con Paul Duré y lo convence a trasladarse inmediatamente a Pacem, donde se convierte en Papa Teilhard I. De manera similar, le informa a Meina Gladstone la residencia del TecnoNúcleo y después se dirige a las Tumbas del Tiempo, donde usa el Erg en el equipaje de Het Masteen para arrebatar a Rachel del Alcaudón, antes de que desaparezca por un portal en la Esfinge.

### Meina Gladstone
En el curso de la novela se descubre que Meina Gladstone es parte de un grupo originalmente encabezado por el Senador Byron Lamia (el padre de Brawne), quien después de establecer contacto con Ummon y conocer las divisiones ideológicas entre las IAs, empezó a poner en duda la conducta altruista de éstas hacia la Hegemonía. El trabajo de Meina Gladstone ha consistido en preparar sigilosamente un escenario en el que las verdaderas intenciones del TecnoNúcleo puedan ser descubiertas y tomar las decisiones necesarias para proteger la existencia de la especie humana.
Ante la inminente derrota de las flotas de FORCE, el TecnoNúcleo sugiere al gobierno usar un arma especial para acabar con los Éxter en Hyperion y refugiar a los ciudadanos de la Hegemonía en el interior de los enormes laberintos subterráneos que hay en dicho planeta.  De la travesía de Paul Duré con el Alcaudón se infiere que esta arma en realidad está diseñada para exterminar la vida humana en su radio de acción y que los cruciformes serán usados para esclavizar a los supervivientes; por lo tanto, después de recibir evidencia de que las naves atacando el planeta Mare Infinitus están pilotadas por cíbridos, Meina Gladstone comanda la destrucción simultánea de los Teleyectores en todos los planetas de la Hegemonía y de la perversa arma provista por las IAs. 
Consciente del caos y las tragedias desencadenadas por la súbita destrucción de La Red, Meina Gladstone deja su vida en las manos de una muchedumbre iracunda en {\displaystyle {\text{TC}}^{2}}.

### Moneta
Moneta aparece en la puerta de la Esfinge sosteniendo a Rachel ante los peregrinos y estos descubren que son la misma persona. Moneta explica que la Esfinge es un portal de una sóla vía al futuro, donde Sol debe dirigirse para cuidarla durante su niñez, por tercera vez. También revela que la hija de Lamia y Johnny es la elegida para conducir a la humanidad en la nueva Era que comienza.

### Epílogo
Joseph Severn se despide de Brawne y comenta que la meta esfera es un lugar lleno de criaturas peligrosas, por lo que ha decidido alojarse en la computadora de la nave del Cónsul.    
Después de establecerse acuerdos de gobierno para Hyperion entre autoridades de los Éxter y líderes locales, la nave del Cónsul y una flota constituida tanto por Éxters como antiguos ciudadanos de la Hegemonía parten al espacio, con la intención de investigar el estado de los planetas que solían formar parte de La Red.